# Петрица
Петри́ца — река в городском округе Подольск Московской области России, правый приток Мо́чи.
Длина — 10 км. Площадь водосбора — 44 км². Среднегодовой расход воды — 0,29 м³/с.
Исток находится около деревни Большое Толбино. Притоки 1-го порядка: река Рожай (Сосновка) и река Жественка. Река равнинная, с тихим течением. Река протекает по территории города Подольска (микрорайон Климовск).